# Jim Lewis
James Leonard Lewis, detto Jim (Londra, 26 giugno 1927 – Kelvedon Hatch, 21 novembre 2011), è stato un calciatore inglese, di ruolo attaccante.

## Carriera

### Club
Giocò per tutta la carriera nel campionato inglese.

### Nazionale
Venne convocato nella Nazionale britannica ai Giochi olimpici del 1952, del 1956 e del 1960. Assieme all'italiano Adolfo Baloncieri è l'unico ad aver segnato almeno una rete in tre edizioni consecutive delle Olimpiadi.

## Palmarès

### Club

#### Competizioni nazionali
- Campionato inglese: 1

Chelsea: 1954-1955
- Community Shield: 1

Chelsea: 1955